# Misokinesie
Misokinesie is een aandoening waarbij specifieke herhaalde bewegingen heftige gevoelens van woede, haat of walging oproepen. Letterlijk betekent misokinesie 'haat van beweging', van het Griekse μῖσος (misos): 'haat' en κίνημα (kinema): 'beweging'. Dit begrip is voor het eerst in 2013 beschreven door Arjan Schröder, Nienke Vulink en Damiaan Denys van het Academisch Medisch Centrum (AMC).
De negatieve gevoelens worden vaak opgeroepen door specifieke herhaalde bewegingen, zoals alsmaar bewegen van een been, die vaak het gevolg zijn van een tic van die andere persoon.
Er blijkt een sterke relatie te zijn met misofonie, aangezien nogal wat mensen beide aandoeningen hebben, en aangezien de verschijnselen sterke overeenkomsten vertonen.